# Jacques Vandier
Jacques Vandier (* 1904 in Haubourdin; † 15. Oktober 1973 in Paris) war ein französischer Ägyptologe und Chefkonservator der Abteilung Ägyptischer Altertümer im Louvre (Paris).

## Werdegang
Vandier war von 1936 bis 1945 Chefkonservator der Abteilung Ägyptischer Altertümer im Louvre. 1955 erlitt er einen schweren Anfall von Kinderlähmung, setzte seine Arbeit jedoch bis zu seinem Tode fort. 1972 wurde er zum Generalinspektor der Museen Frankreichs ernannt und 1973 zum Präsidenten des Konservatorenvereins.
Vandier war darüber hinaus seit 1965 Mitglied der Académie des Inscriptions et belles-lettres, korrespondierendes Mitglied der Bayerischen Akademie der Wissenschaften und seit 1968 der British Academy. Er war Offizier der Ehrenlegion und des französischen Verdienstordens.

## Publikationen
- La religion égyptienne. 1949.
- La sculpture égyptienne. 1952.
- Manuel d’archéologie égyptienne. 1952–1964.
- Le Papyrus Jumilhac. 1962.
- La famine dans l’Égypte ancienne. 1979.